# Testbővítés
Az absztrakt algebrában a {\displaystyle K} test bővítésének nevezzük az {\displaystyle L} testet, ha {\displaystyle K} részteste {\displaystyle L}-nek, azaz, {\displaystyle K\subset L} és az {\displaystyle L}-beli műveleteket {\displaystyle K}-ra megszorítva a {\displaystyle K}-beli műveleteket kapjuk. Azt, hogy {\displaystyle K} részteste {\displaystyle L}-nek, így jelöljük: {\displaystyle K\leq L}, míg a másik nézőpontból {\displaystyle L|K} jelöli azt, hogy {\displaystyle L} bővítése {\displaystyle K}-nak.